# Испания на зимних Олимпийских играх 1952
Испания принимала участие в зимних Олимпийских играх 1952 года в Осло (Норвегия) в третий раз за свою историю, но не завоевала ни одной медали.

## Состав сборной

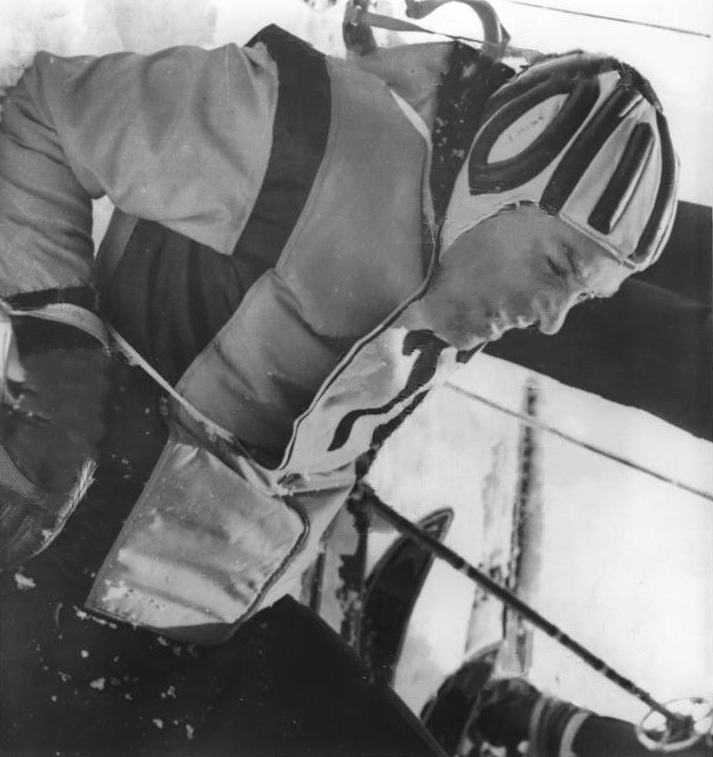
Луис Мольне

Сборная страны состояла из 4 спортсменов (все — мужчины), которые состязались в горнолыжном спорте. Самым младшим участником был 20-летний Франсиско Виладомат, самым старшим 25-летний Луис Мольне.

## Результаты
Соревнования   проходили  с 14 по 20 февраля; они одновременно считались соревнованиями 12  чемпионата мира по горнолыжному спорту. Впервые в программу соревнований был введён гигантский слалом. Соревнования по гигантскому слалому и скоростному спуску прошли в Крёдсхераде, по обычному слалому — на холме Рёдклейва.
Лушим результатом испанской сборной стало 37 место Франсиско Виладомата в скоростном спуске. 
| Спортсмен           | Соревнование      | 1 попытка | 1 попытка | 2 попытка | 2 попытка | Итог   | Итог  |
| Спортсмен           | Соревнование      | Время     | Место     | Время     | Место     | Время  | Место |
| ------------------- | ----------------- | --------- | --------- | --------- | --------- | ------ | ----- |
| Хуан Поль           | Скоростной спуск  |           |           |           |           | 3:10.1 | 54    |
| Луис Ариас          | Скоростной спуск  |           |           |           |           | 3:09.2 | 53    |
| Франсиско Виладомат | Скоростной спуск  |           |           |           |           | 2:55.4 | 37    |
| Луис Мольне         | Гигантский слалом |           |           |           |           | 3:04.9 | 62    |
| Хуан Поль           | Гигантский слалом |           |           |           |           | 3:03.5 | 60    |
| Луис Ариас          | Гигантский слалом |           |           |           |           | 3:01.5 | 57    |
| Франсиско Виладомат | Гигантский слалом |           |           |           |           | 2:51.6 | 40    |
| Луис Мольне         | Слалом            | 1:26.5    | 72        | —         | —         | —      | —     |
| Франсиско Виладомат | Слалом            | 1:18.9    | 61        | —         | —         | —      | —     |
| Хуан Поль           | Слалом            | 1:12.1    | 50        | —         | —         | —      | —     |
| Луис Ариас          | Слалом            | 1:10.4    | 47        | —         | —         | —      | —     |